# Albert Mackey

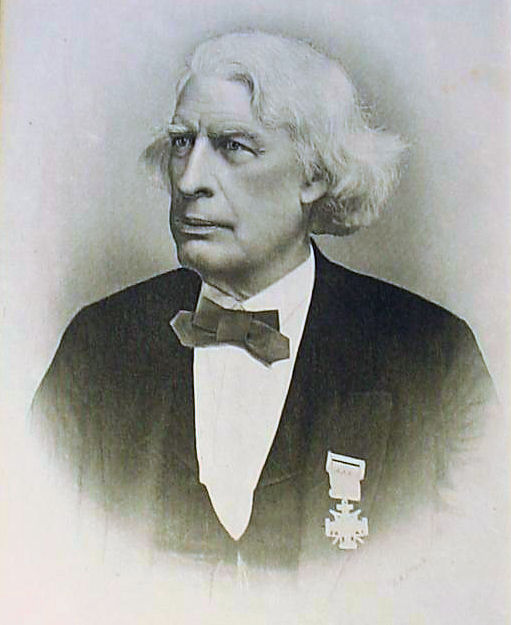
Albert Gallatin Mackey

Albert Gallatin Mackey s-a născut pe 12 martie 1807 în Charleston, Carolina de Sud. 

## Biografie
A absolvit Colegiul Medical din Charleston obținând diploma de medic. Binecunoscut mason de gradul 33, fost membru al Lojei Sfântului Andrei numărul 10, după afilierea sa la Loja Solomon numărul 1 Mackey a lucrat ca Maestru în anul 1842. Între anii 1842 și 1867 a fost Cavaler Templier în Carolina de Sud, aparținând Taberei numarul 1; a devenit comandant în 1844 și în final a deținut funcția onorifică de Mare Păzitor al Taberei Cavalerilor Templieri din Statele Unite ale Americii.
Mackey a fost un simpatizant al Uniunii în timpul Războiului Civil, iar în iulie 1865, președintele Andrew Johnson l-a desemnat perceptor (în engleză collector, șef al vămii) al portului din Charleston. El a fugit în Senatul Statelor Unite ale Americii în Carolina de Sud în 1868, dar a fost înfrânt în profunzime de republicanul Frederick A. Sawyer.
Conform Ritului Scoțian a fost desemnat în anul 1844 Suveran Mare Inspector General și în același an a devenit Secretar General al Ritului Scoțian Antic și Acceptat al Jurisdicției de Sud, funcție pe care a deținut-o până la moartea sa în anul 20 Iulie 1881.
Mackey s-a mutat la Washington, D.C. în 1870. A murit în Fortress Monroe, Virginia în 1881.

## Publicații
Din activitatea publicistică a lui Albert Gallatin Mackey putem aminti binecunoscuta lucrare Enciclopedia Francmasoneriei. Priintre alte publicații se numără:
- Western Masonic Miscellany între anii 1849 - 1854
- Masonic Quarterly Review între anii 1857 - 1858
- American Freemason între anii 1859 - 1860
- Mackey’s National Freemason între anii 1871 - 1874
- Voice of Freemasonry între anii 1875 - 1879.